# Toivo Loukola
Toivo Aarne Loukola (Kortesjärvi, 2 oktober 1902 - Helsinki, 10 januari 1984) was een Fins atleet en winnaar van 3000 m steeplechase op de Olympische Spelen.

## Biografie
Een maand voor de Olympische Spelen van 1928 in Amsterdam liep Loukola een officieus wereldrecord op de 3000 m steeplechase in een tijd van 9.25,2.
Op de Spelen zelf werd Loukola zevende op de 10.000 meter waarna hij moeiteloos zijn 3000 m steeplechase serie won. In de finale van de 3000 m steeplechase gold Loukola als de favoriet, omdat zijn landgenoten Paavo Nurmi en Ville Ritola nog verzwakt waren van de 5000 meter de dag tevoren. Alhoewel Ville Ritola snel op gaf streden de drie Finnen voor de eerste drie plaatsen. Terwijl Nurmi het moeilijk had op de horde bij de 2000 meter viel Loukola aan en sloeg een gat van 30 meter met de rest van het veld dat hij hield tot de finish. Loukola won, met een voorsprong van meer dan 10 seconden op Nurmi, in een nieuw wereldrecord van 9 minuten en 21,8 seconden. Doordat Paavo Nurmi en Ville Ritola respectievelijk zilver en brons wonnen was deze finale onvergetelijk voor Finland.
In zijn actieve tijd was hij aangesloten bij Helsingin Toverit.

## Titels
- Olympisch kampioen 3000 m steeplechase - 1928

## Persoonlijke records
| Afstand             | Tijd    | Jaar            | Plaats    |
| ------------------- | ------- | --------------- | --------- |
| 1500 m              | 3.58,2  |                 |           |
| 5000 m              | 14.48,1 | 1930            |           |
| 10.000 m            | 31.12,9 | 1929            |           |
| 3000 m steeplechase | 9.21,8  | 4 augustus 1928 | Amsterdam |

## Palmares

### 3000 m steeplechase
- 1928:  OS - 9.21,7

1920: Percy Hodge ·
1924: Ville Ritola ·
1928: Toivo Loukola ·
1932: Volmari Iso-Hollo ·
1936: Volmari Iso-Hollo ·
1948: Tore Sjöstrand ·
1952: Horace Ashenfelter ·
1956: Chris Brasher ·
1960: Zdzisław Krzyszkowiak ·
1964: Gaston Roelants ·
1968: Amos Biwott ·
1972: Kipchoge Keino ·
1976: Anders Gärderud ·
1980: Bronisław Malinowski ·
1984: Julius Korir ·
1988: Julius Kariuki ·
1992: Matthew Birir ·
1996: Joseph Keter ·
2000: Reuben Kosgei ·
2004: Ezekiel Kemboi ·
2008: Brimin Kipruto ·
2012: Ezekiel Kemboi ·
2016: Conseslus Kipruto ·
2020: Soufiane El Bakkali ·
2024: Soufiane El Bakkali